# Sercial

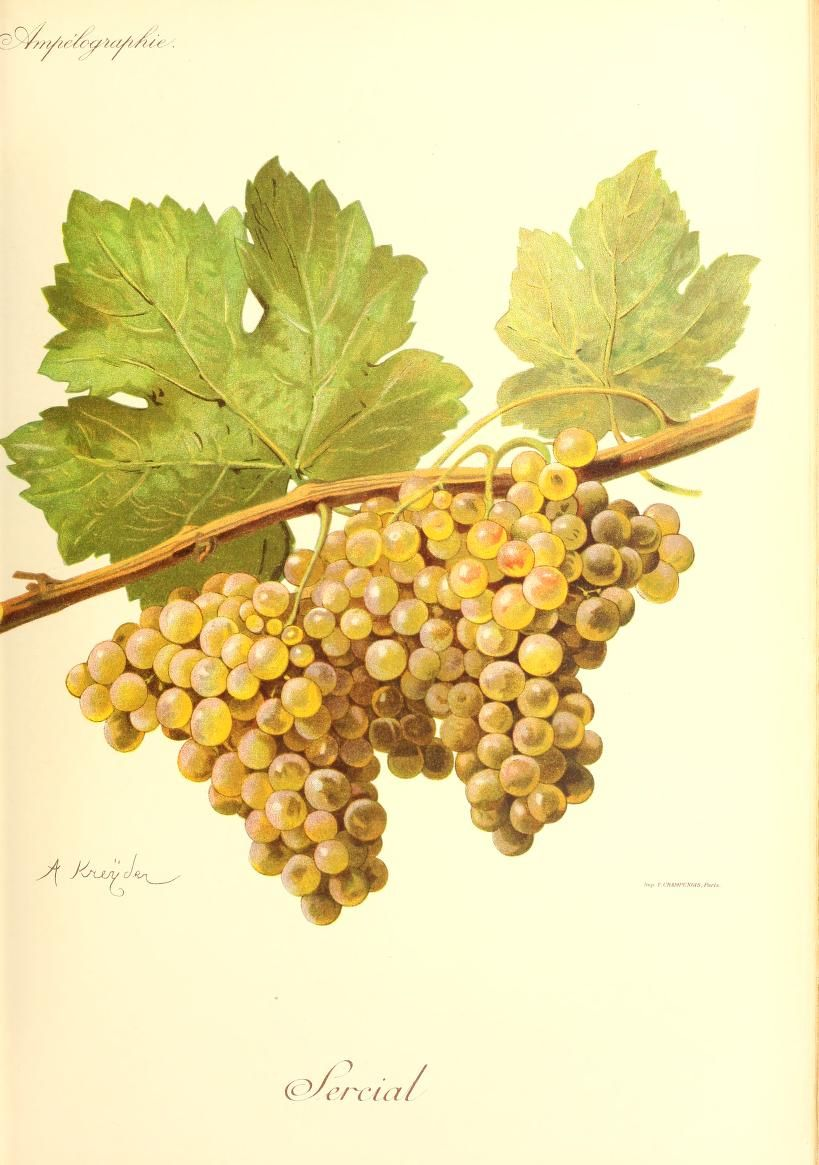
Sercial im Buch von Viala & Vermorel

Sercial (portugiesisch Cerceal) ist eine Weißweinsorte, die überwiegend in den Weinbauregionen von Madeira, Vinho Verde und Bucelas angebaut wird. Die Sorte findet auch Anwendung im Portwein.
Sie stammt vermutlich aus Portugal und wurde lange Zeit für einen Rieslingklon gehalten, was sich jedoch als falsch erwiesen hat.
Sercial zeichnet sich durch sehr späten Austrieb und Reife bei mittlerem Wuchs aus. Dementsprechend ist sie frostempfindlich. Die Ansprüche an Boden und Lage sind hoch.
Die Trauben sind klein, kompakt und häufig mehrfach geschultert. Die Beeren sind sehr klein, oval und besitzen eine dicke Schale. Ihre Farbe ist gelbweiß.
Die Weißweine sind strohgelb und trocken und besitzen eine markante Säure. Junge Weine sind oft duftig und streng. Durch die Lagerung bekommen sie ein fruchtiges Bukett. Die Säure bleibt dabei erhalten. Am bekanntesten ist sicherlich der Aperitifwein Sercial aus der portugiesischen D.O.C Madeira, für den sie auch namensgebend war. Diese Rebsorte erbringt die trockensten Weine Madeiras.

## Synonyme
Escanoso, Esganoso, Esgana, Esganinho, Esgana Dão, Esgana Cão.
Die Synonyme bezeichnen vermutlich verschiedene Spielarten der Sercial. Früher war in Australien eine Rebsorte mit dem Namen Sercial weit verbreitet. Dabei handelt es sich um die französische Ondenc. Es besteht keine Kenntnis darüber, ob sie mit der hier beschriebenen Rebsorte identisch ist.